# La casa del caracol
La casa del caracol és una pel·lícula coproducció entre Espanya, Mèxic i el Perú de 2021 dirigida per Macarena Astorga i basada en la novel·la homònima de Sandra García Nieto. És protagonitzada per Javier Rey i Paz Vega.

## Sinopsi
L'escriptor Antonio Prieto (Javier Rey) decideix passar l'estiu en un poble de la regió muntanyenca malaguenya, on espera trobar tranquil·litat i inspiració per a escriure la seva següent novel·la. Allí coneix Berta (Paz Vega), una dona per la qual sent una atracció instantània, així com a alguns personatges peculiars sobre els que comença a escriure i investigar. Antonio descobreix que els locals guarden nombrosos secrets i una pertorbadora llegenda oculta. El que viurà aquests dies li farà adonar-se que, a vegades, la realitat supera els mites.

## Repartiment
- Javier Rey com Antonio Prieto
- Paz Vega com Berta
- Luna Fulgencio com Rosita
- Norma Martínez com a Justa
- Carlos Alcántara com a Pare Benito
- Jesús Carroza com Esteban
- Ava Salazar com Soledad "Sole"
- Vicente Vergara com Carmelo
- Pedro Casablanc com a Sergent Mauri
- Elvira Mínguez com Carmen
- María Alfonsa Rosso com a Senyora Ciega
- Mateo Conde com Luka
- Fernando Tejero com a Editor

## Premis i nominacions
| Premi                     | Categoria                           | Receptor(s)         | Resultat |
| ------------------------- | ----------------------------------- | ------------------- | -------- |
| Festival de Màlaga (2021) | Bisnaga d'Or a la Millor Pel·lícula | La casa del caracol | Nominada |